# Hypotaenidia rovianae
Il rallo roviana (Hypotaenidia rovianae (Diamond, 1991)) è un uccello della famiglia dei Rallidi originario delle isole Salomone. Malgrado sia stato descritto solamente nel 1991, la sua esistenza era nota già a partire dalla metà degli anni '70. Gli indigeni, che lo conoscono da tempo, lo chiamano Kitikete. Il termine «roviana», invece, si riferisce alla lingua parlata nelle isole dove vive, il roviana appunto. Questa specie è strettamente imparentata con il rallo di Guam (H. owstoni) e con l'ormai estinto rallo di Wake (H. wakensis).

## Descrizione
Il rallo roviana è un rallo di medie dimensioni, con un piumaggio molto simile a quello del rallo delle Filippine (H. philippensis). Anche nelle dimensioni del becco e del corpo somiglia a quest'ultimo, ma ha le dita dei piedi più lunghe. Le regioni superiori sono di colore marrone uniforme, mentre quelle inferiori sono ricoperte da strisce bianche e nere. Sul petto, così come il weka (Gallirallus australis) e il rallo di Guam, non presenta la colorazione ocra-rossastra tipica del rallo bandecamoscio. Le ali hanno lo stesso colore marrone castano del dorso, ma presentano otto piccole macchie bianche sulle remiganti. In linea generale, quindi, il rallo roviana ha un piumaggio meno vistoso del rallo bandecamoscio: in particolare, non ha le ali e il sottocoda così pesantemente striati, ma presenta gli stessi disegni sulla faccia.

## Distribuzione e habitat
Il rallo roviana vive nella Nuova Georgia e su quattro isole vicine più piccole, Kolombangara, Kohinggo, Wana Wana e Rendova. Secondo alcuni studiosi, sarebbe presente anche su Vangunu e Tetepare. Durante l'ultima glaciazione, quando il livello del mare era situato 100–150 m più in basso rispetto a oggi, queste isole erano unite insieme.

## Biologia
Non conosciamo molto sulla biologia di questo rallo. Incapace di volare, popola con una popolazione ancora abbastanza numerosa (di poco inferiore alle 10.000 unità) le foreste e le piantagioni, spingendosi talvolta, in cerca di cibo, anche nei giardini.